# Partet
Partet je hrvatska glazbena skupina iz Splita. Sviraju jazz. Izvode stare jazz standarde, blues i bossa novu. Osnovani su 2006. godine i otad redovito nastupaju diljem Hrvatske. Nastupili na manifestaciji Jazz u kali u sklopu programa Makarskog kulturnog ljeta.

## Članovi
Članovi su:
- vokalistica i flautistica Jasenka Markov Anterić
- gitarist i vokal Goran Cetinić-Koća
- basist Goran Slaviček
- bubnjevi Željko Hajsok

## Vanjske poveznice
- Najava za koncert u Franjevačkom samostanu u Hvaru 24. kolovoza 2016. Hvarske ljetne priredbe na Facebooku, 23. kolovoza 2016.